# Проходя через рожь
«Проходя через рожь» (англ. Coming Through the Rye) — американский драматический фильм о совершеннолетии, написанный и снятый Джеймсом Стивеном Садуитом в 2015 году. В главных ролях Алекс Вулфф и Стефания Оуэн в роли двух подростков, которые намеревались найти автора Дж. Д. Сэлинджера, которого играет Крис Купер.

## Сюжет
В 1969 году Джейми Шварц написал экранизацию романа Дж. Д. Сэлинджера «Над пропастью во ржи» и хочет продюсировать его в своей подготовительной школе в Пенсильвании. Для этого Джейми нужно разрешение самого Сэлинджера, поэтому он с помощью ДиДи отправляется в Нью-Гэмпшир, чтобы найти Сэлинджера и получить его разрешение.

## Роли
- Алекс Вулфф — Джейми Шварц
- Стефания Оуэн — ДиДи
- Крис Купер — Дж. Д. Сэлинджер
- Джейкоб Лейнбах — Хэнк Маркус
- Эрик Нельсен  — Тед Тайлер
- Кабби Граничит — Морин
- Зефир Бенсон  — Джерри Шварц
- Адриан Пасдар — Тирни

## Производство
Садуит говорит, что фильм — в основном точное отражение того, что он испытал в своей реальной жизни. Он объясняет: «Фильм примерно на восемьдесят пять процентов точен с тем, что произошло до того момента, когда я отправился искать Дж. Д. Сэлинджера, и с этого момента он составляет около девяноста девяти процентов». 5 ноября 2014 года было объявлено, что Купер сыграет роль Сэлинджера. 6 ноября 2014 года в фильме снимали Зефира Бенсона. Фильм был снят вокруг Woodberry Forest School и близлежащего города Оранж, штат Вирджиния, а также Мэдисон, штат Вирджиния. Также снят в долине Шенандоа.

### Релиз
Мировая премьера фильма состоялась на кинофестивале в Остине 2015 года. Фильм был широко выпущен 14 октября 2016 года компаниями Eammon Films и Samuel Goldwyn Films.

## Критика
На сайте-агрегаторе Rotten Tomatoes, фильм получил 73 % «свежести».
Барбара Ван Денбург из Аризонской Республики дала фильму две с половиной звезды из пяти.
Годфри Чешир из RogerEbert.com дал фильму три звезды.
С. Джоанна Робледо из Common Sense Media дала фильму три звезды из пяти.
Триша Ольшевски из TheWrap назвала фильм «сладкой и привлекательной поездкой, проходящей в разноцветной осени и сопровождаемой инди-саундтреком, который убаюкивает. Это также путешествие назад во времени, предлагая ныне архаичный звук стуков пишущей машинки и причудливость периода, когда мужчина и женщина должны были пожениться, чтобы получить комнату в мотеле. Неоперившиеся отношения между Джейми и Диди также касаются того, что оба актёра дают естественные, если не выдающиеся представления».
Стивен Фарбер из «The Hollywood Reporter» написал: «Садуит работает со всеми актёрами умело, и он также привносит визуальный колорит в пасторальные сцены в Нью-Гемпшире. Кинематография Эрика Херта — сильный актив. Писание Садуита одинаково проницательно».
Шери Линден из Los Angeles Times написала негативный отзыв, заявив, что фильм «чувствует себя как обычный подросток тоска».